# Mimeusemia nigrescens
Mimeusemia nigrescens là một loài bướm đêm trong họ Noctuidae.